# Bernhard Wessel (Bildhauer)

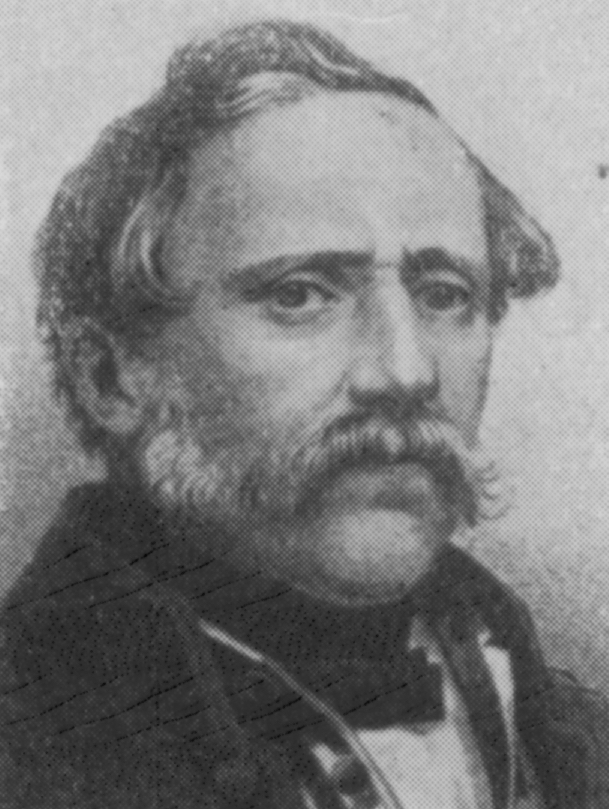
Bernhard Wessel

Bernhard Wessel (* 31. Januar 1795 in Osnabrück; † 28. März 1856 in Hannover) war ein deutscher Hofbildhauer und Lehrer an der Höheren Gewerbeschule.

## Leben

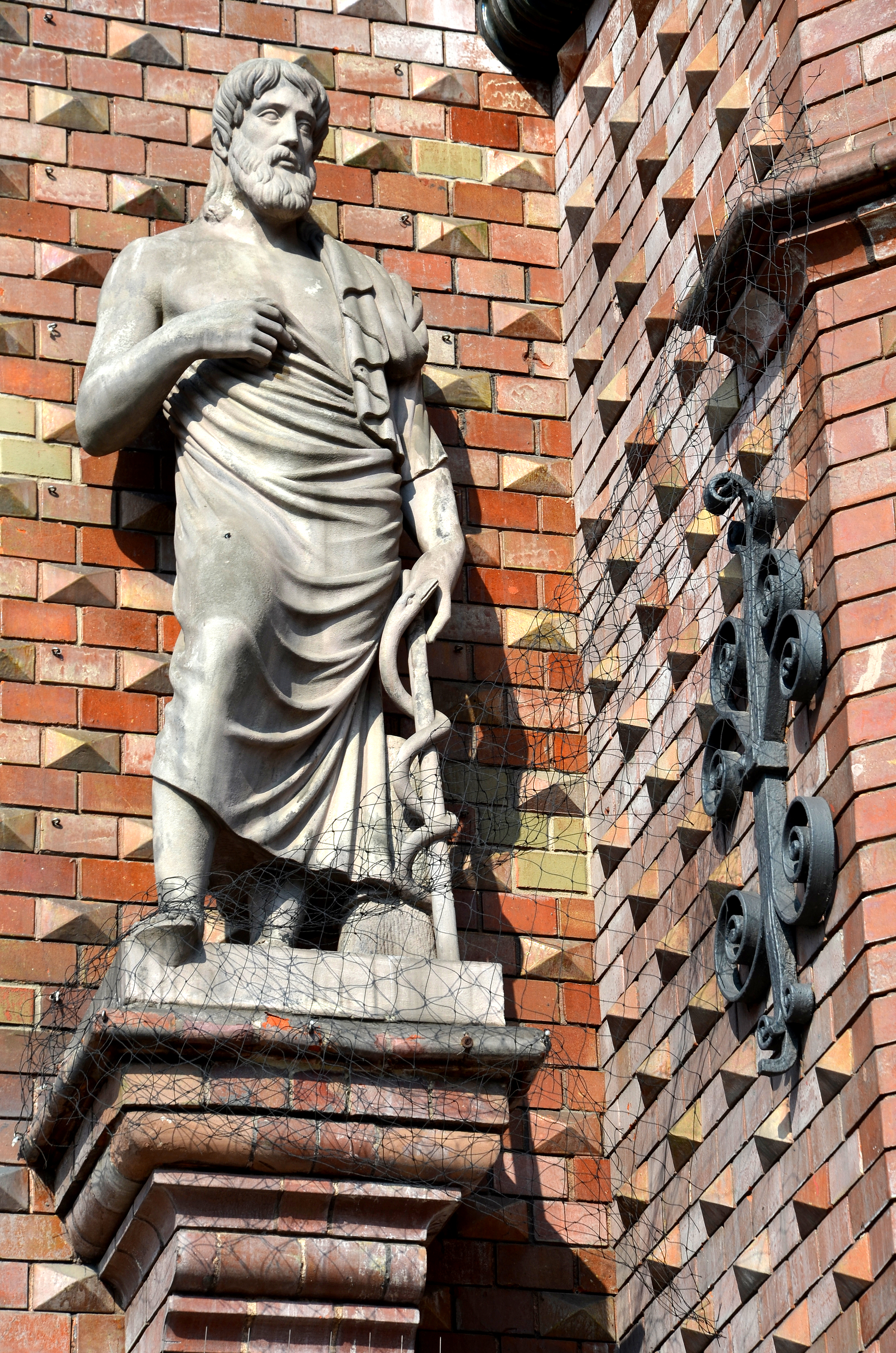
Hippokrates (griechischer Arzt – Ratsapotheke Hannover, 1830)

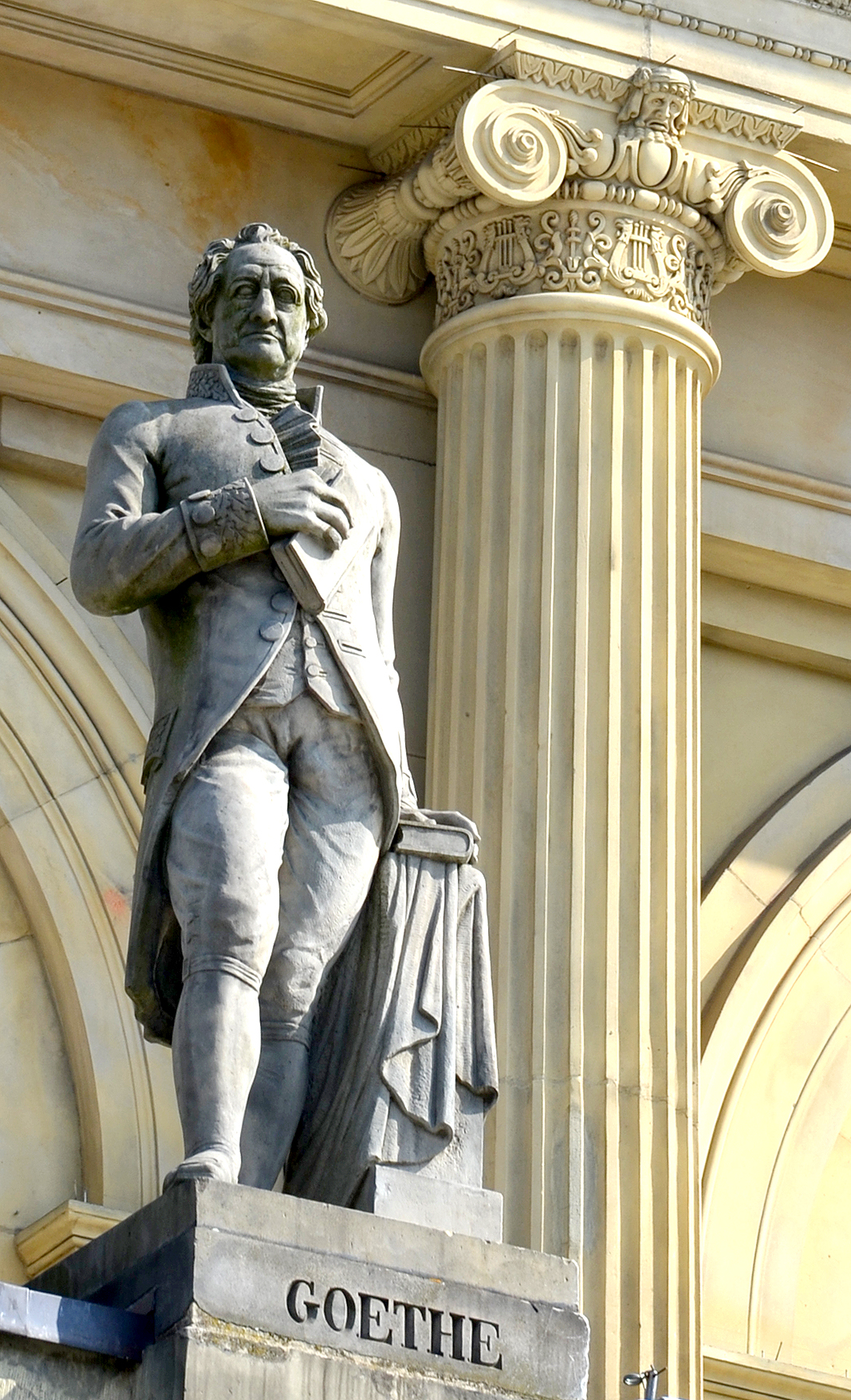
Goethe (vorderer Vorbau des Opernhauses Hannover, um 1850)

Wessel war der Sohn des Bildhauers Georg Wessel (* um 1750; † 1812), bei dem er zunächst lernte, bevor er sich 1814 nach Kassel ging, wo er sich von 1815 bis 1817 bei Johann Christian Ruhl in der Bildhauerei fortbildete. 1818 bis 1820 hielt sich Wessel zu Studienzwecken erst in Paris auf, 1822 bis 1825 in Rom. Er „kehrte 1825 wieder nach Hannover zurück“ und wurde dort zum Hofbildhauer ernannt. Hierdurch hatte er allerdings „den Bestellungen des kgl. Hofes den Vorzug vor den Privatleuten zu geben.“
Am 15. März 1831 wurde Wessel an der hannoverschen Höheren Gewerbeschule als Lehrer für Modellieren und Bossieren eingestellt.

## Bekannte Werke
- Verschiedene Arbeiten im Leineschloss;[1]
- „eine sehr gelungene Büste des verstorbenen Herzogs von Cambridge“;[1]
- 1830: Hygieia und Hippokrates für die Ratsapotheke von Hannover; die beiden Figuren schmückten ursprünglich den von August Heinrich Andreae 1829 bis 1831 errichteten Vorgängerbau;[6]
- 1842: Erneuerung des großen Wappens des Welfenhauses am Portal von Schloss Osnabrück.[3]
- bis 1852: Standbilder von Goethe und Molière auf dem von Laves errichteten Opernhaus;[7]